# Strange Weather (film)
Strange Weather è un film del 2016 diretto da Katherine Dieckmann.
Il film, con Holly Hunter protagonista, è stato presentato il 13 settembre 2016 al Toronto International Film Festival ed è stato poi distribuito nelle sale statunitensi dal 28 luglio del 2017, dopo aver partecipato a numerosi altri festival.

## Trama
A sette anni dalla morte del suo unico figlio, suicida a 24 anni, Darcy Baylor fa ancora fatica a ritrovare equilibrio e serenità. Ha una bella amicizia con la vicina Byrd, mentre con Clayton non riesce a impegnarsi in un rapporto più serio come lui desidererebbe dopo tanti anni.
Ricevute novità poco rassicuranti al lavoro, prima incontra casualmente Kevin, un vecchio amico di Walker, quindi poco più tardi, attraverso Byrd, ha notizie di Mark, un altro amico di suo figlio. Quest'ultimo, già ricco di famiglia, negli ultimi anni avrebbe accumulato una fortuna grazie al successo di una catena di ristoranti nei quali si offrono semplicemente hot dog. Questa cosa risveglia dei ricordi in Darcy che, indagando più a fondo, scopre che Mark Wright deve il suo successo a un piano escogitato nei dettagli proprio da Walker.
Ha dunque curiosità di chiarire la cosa di persona con lo stesso, che si trova però a New Orleans, piuttosto distante dal nord della Georgia in cui lei risiede. La donna capisce soprattutto di dover finalmente fare luce sulla tragica morte del figlio, e così si fa coraggio e si mette alla ricerca degli amici di Walker. Nel viaggio che ne segue interroga Dennis, Kevin e Buford, fino ad arrivare a Mark, dopo un lungo tragitto che ha toccato anche Meridian, la sua città di origine. Qui incontra una sua vecchia amica e saluta pacificamente l'ex marito Wes, ora infermo e inerme, dalle violenze del quale fuggì quando Walker era ancora piccolo.
Sulla via per New Orleans, accompagnata dall'amica Byrd, scopre anche che questa ebbe una relazione con Walker e si rende conto di non essere l'unica ad aver sofferto della depressione del ragazzo e della sua fine.
Infine, dopo un turbolento faccia a faccia con Mark Wright, capisce che questi condivise della droga con il figlio anche quell'ultimo giorno, ma niente più. E l'idea che gli ha dato il successo, è sì stata rubata a Walker, ma dopo la morte di questi, e per poter fare bella figura con il potente padre. Il vecchio amico del figlio le svela anche che di là dalla sua ricchezza, lui aveva sempre invidiato a Walker il bel rapporto con la madre.
Darcy torna così a casa e, dopo aver gettato la pistola con cui si suicidò il figlio, e seppellito gli effetti personali dell'ultimo giorno dello stesso, torna in auto con la sua amica e, vedendo Clayton per strada, scende e corre ad abbracciarlo.